# Sinéad Griffin
Pour les articles homonymes, voir Griffin.
Sinéad Majella Griffin (née en 1986) est une physicienne irlandaise travaillant au Laboratoire national Lawrence-Berkeley sur la physique des hautes énergies et de la matière condensée. Elle a remporté le prix 2017 de physique générale de la Société suisse de physique.

## Jeunesse et éducation
Griffin a étudié la physique à Trinity College, à Dublin (Irlande), où elle a obtenu en 2008 un baccalauréat en physique théorique. Elle a déménagé à l'Imperial College London pour ses études de master, où elle a travaillé avec Ray Rivers sur les défauts topologiques dans la matière condensée et en cosmologie. Elle a travaillé à l'Université de Californie à Santa Barbara pour ses études doctorales, où elle a étudié les supraconducteurs et la spintronique avec Nicola Spaldin. Lorsque Nicola Spaldin a rejoint l'École polytechnique fédérale de Zurich (EPFZ), Griffin l'a accompagnée, obtenant un doctorat (PhD) en 2014 en étudiant le modèle de Hubbard pour les manganites hexagonales. Au cours de son doctorat, elle a testé les mécanisme de Kibble et Zurek dans YMnO3. Elle a remporté en 2015 le prix de la meilleure thèse interdisciplinaire en matériaux et procédés de l'EPFZ.

## Recherche
En 2015, Griffin a rejoint le laboratoire de Jeffrey Neaton au Laboratoire national Lawrence-Berkeley. Elle a reçu le prix 2017 de physique générale de la Société suisse de physique pour ses contributions à la théorie de la matière. Elle a établi que les manganites hexagonales multiferroïques avaient la même symétrie que celles proposées peu de temps après le Big Bang, testant des phénomènes qui se produisent sur des échelles galactiques avec ceux qui se produisent dans un laboratoire. Elle s'intéresse aux conditions de brisure de symétrie qui conduisent à des défauts topologiques,. Elle a été conférencière invitée au workshop Rising Stars in Physics 2018 du Massachusetts Institute of Technology.
En 2016, elle a remporté la Falling Walls lab Bay Area competition pour la recherche pour de futures découvertes,. Elle est apparue dans le Uncharted: Berkley Festival of Ideas. Griffin est aussi une artiste et a exposé ses œuvres en Irlande, à Zurich, à Londres et à San Francisco,,.